# Cornelis de Witt
Cornelis de Witt (Dordrecht, 15 giugno 1623 – L'Aia, 20 agosto 1672) è stato un politico olandese.

## Biografia
Dal 1666 al 1667 fu borgomastro di Dordrecht. In seguito governò a stretto contatto con suo fratello minore, il Gran pensionario Johan de Witt, e lo sostenne per tutta la sua carriera con grande abilità e vigore. Nel 1667 fu il deputato scelto dagli Stati d'Olanda per accompagnare il tenente ammiraglio Michiel de Ruyter nel suo famoso raid sul Medway. Cornelis de Witt in questa occasione si distinse notevolmente per la sua freddezza e intrepidità.
Accompagnò nuovamente De Ruyter nel 1672 e prese una parte onorevole nella grande battaglia di Solebay contro le flotte inglesi e francesi unite. Spinto dalle malattie a lasciare la flotta, scoprì al suo ritorno a Dordrecht che il partito Orange era in ascesa, e lui e suo fratello erano oggetto di sospetto e odio popolari.
 
Fu accusato ingiustamente di aver complottato contro Guglielmo III d'Orange, ma non confessò nonostante le pesanti torture. Insieme al fratello Johan, fu linciato dalla folla: i loro corpi vennero sventrati e squartati per poi essere esposti pubblicamente. Inoltre, al culmine di una vera e propria frenesia cannibalesca, i loro fegati vennero arrostiti e divorati e parti dei loro corpi vennero vendute ai presenti come souvenir.

## Galleria d'immagini

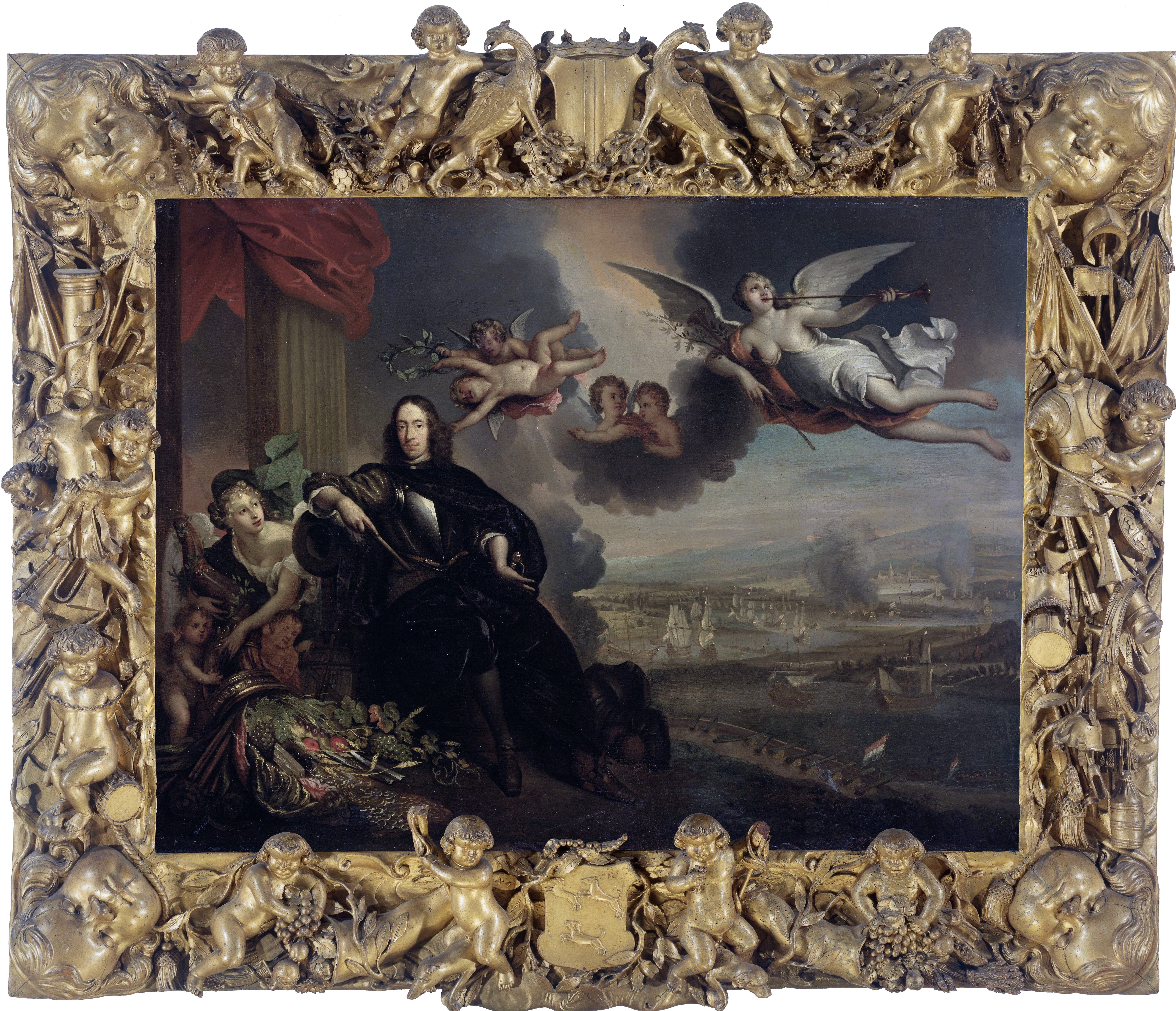
Cornelis de Witt (dipinto di Jan de Baen, 1667/70)
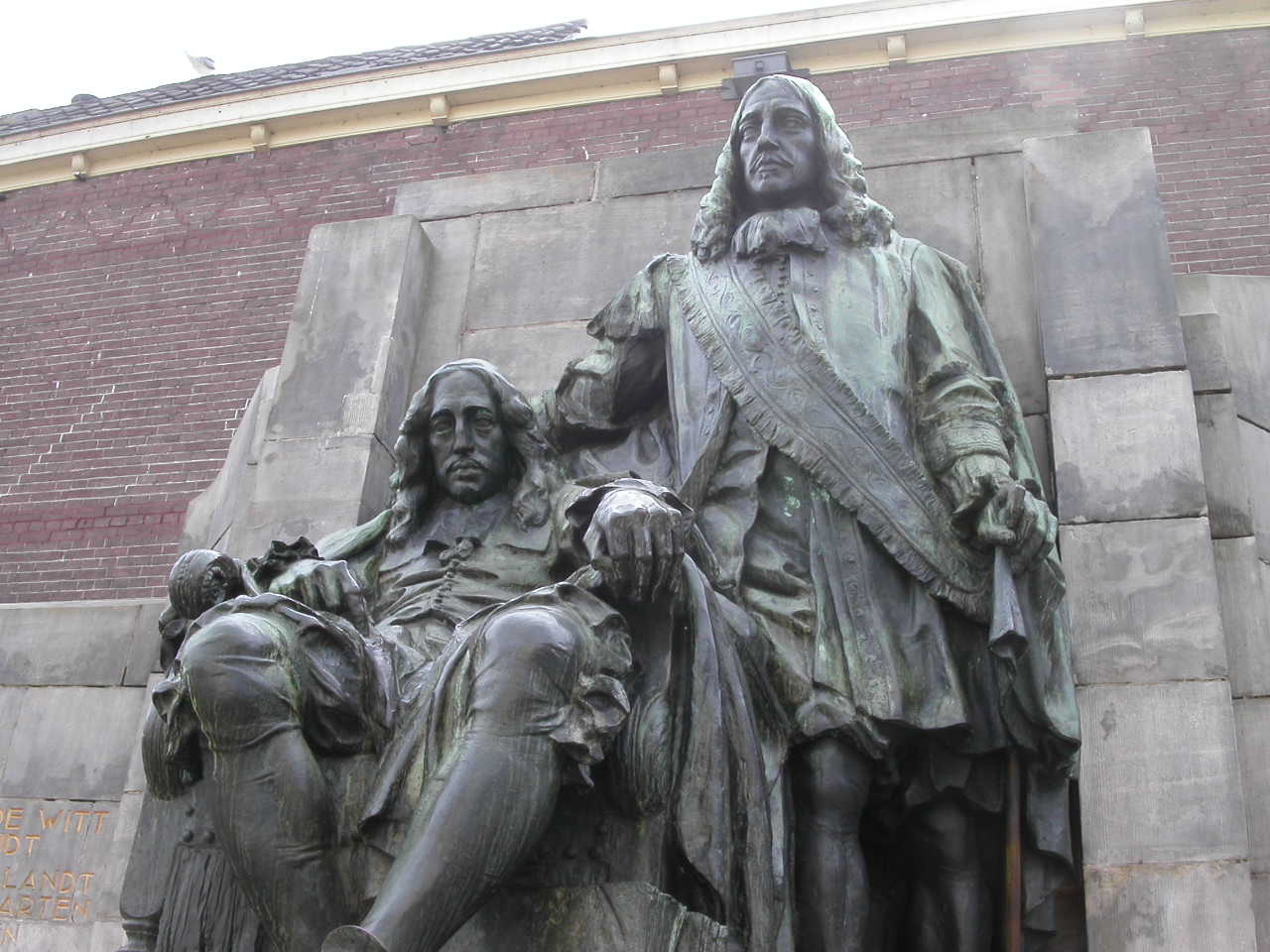
Bronzo di Johan e Cornelis de Witt a Dordrecht
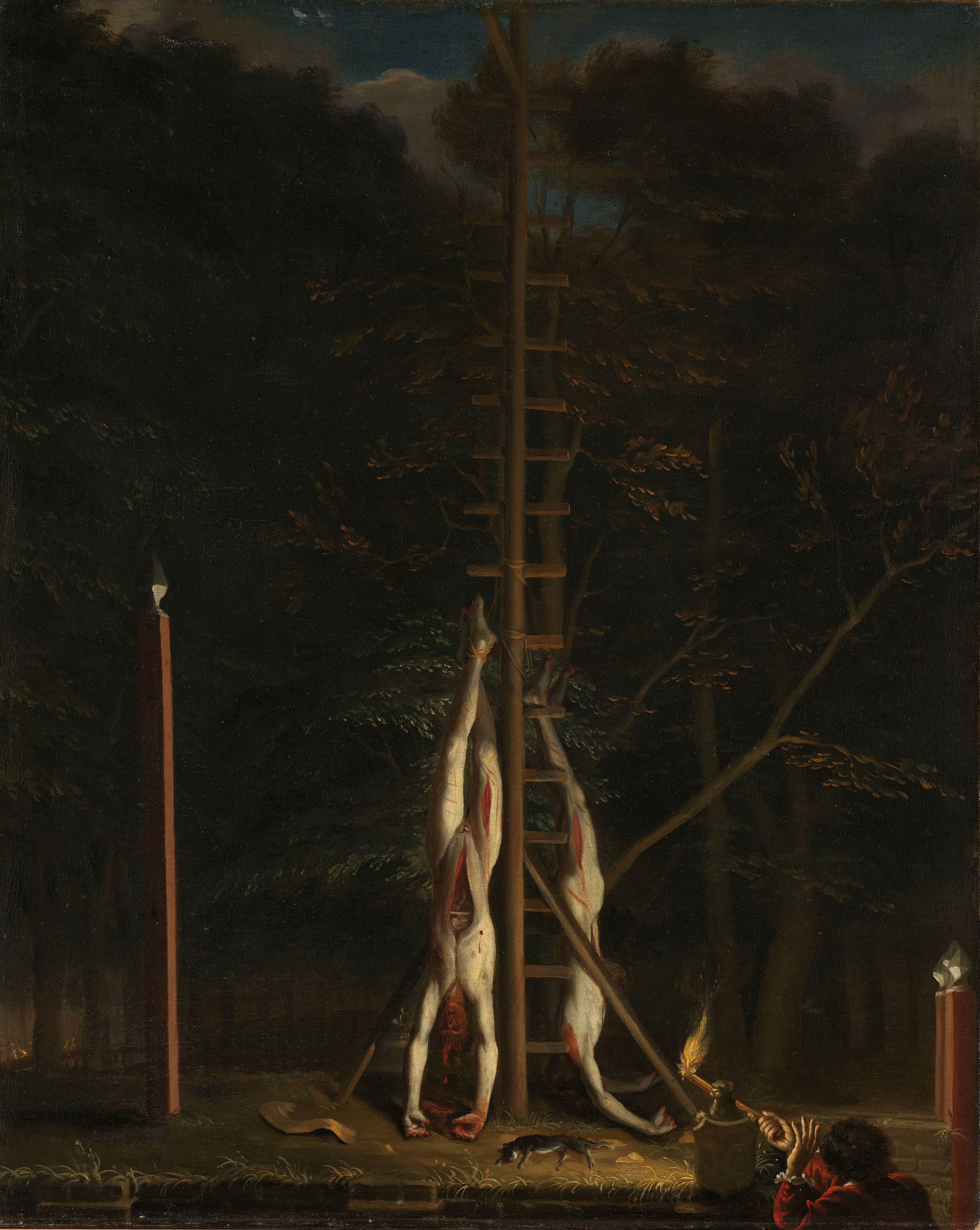
I corpi dei fratelli de Witt (dipinto di Jan de Baen)
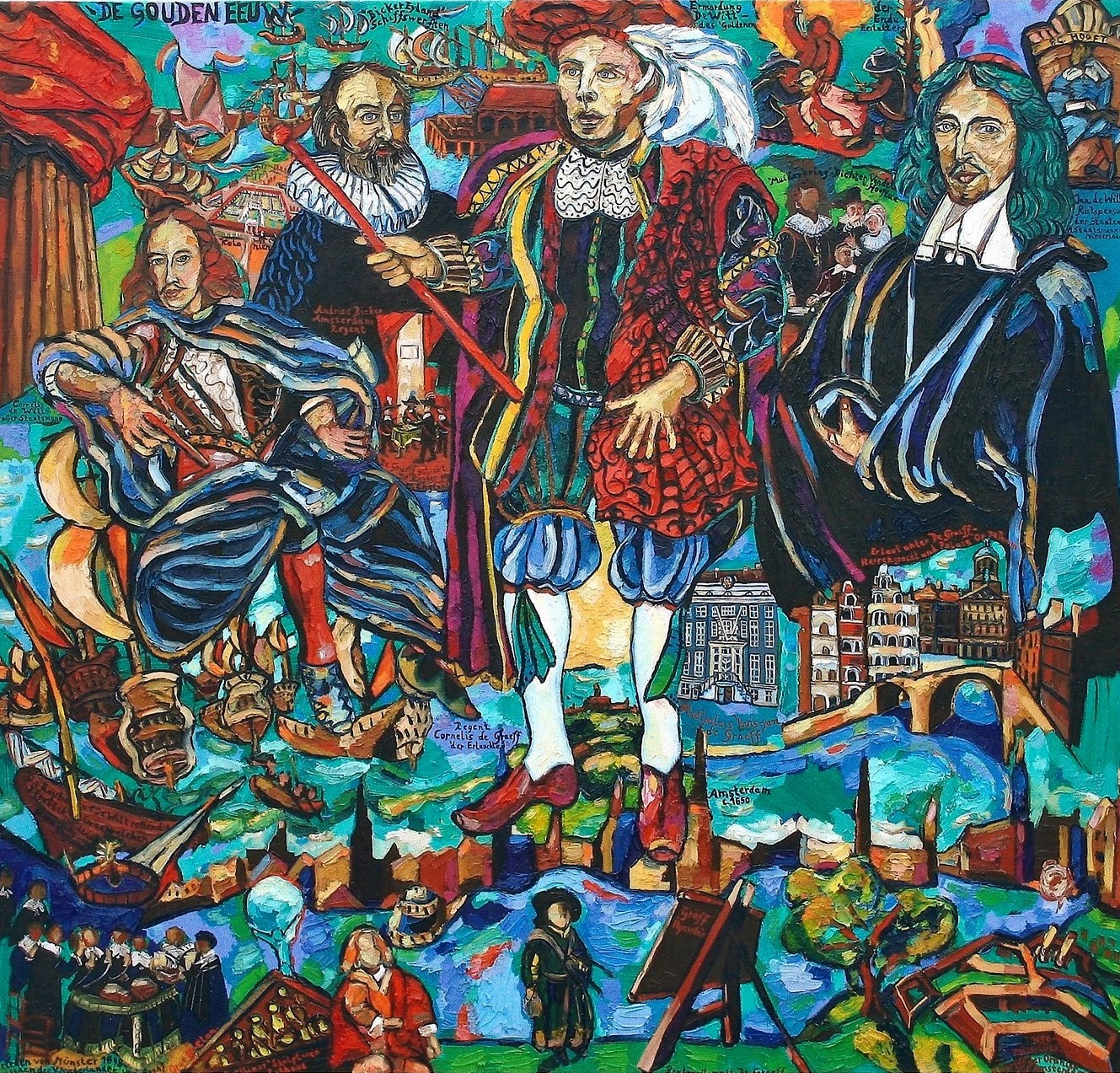
Dipinto storico "De Gouden eeuw" sulle famiglie De Graeff, Bicker e De Witt nel Secolo d'oro olandese. I protagonisti vengono mostrati intorno a Cornelis de Graeff (centrale) e ai suoi parenti Johan de Witt (giusto), Cornelis de Witt (sinistra) e Andries Bicker (secondo da sinistra), nonché ad alcuni eventi importanti di quel tempo. (dipinto di Matthias Laurenz Gräff, 2007)

## Filmografia
La figura di Cornelis de Witt nella politica olandese e il suo atroce omicidio sono stati rappresentati nel film olandese Armada - Sfida al confine del mare (2015).